# 安東尼夫卡 (新馬爾伊夫卡市鎮)
48°6′8″N 31°28′3″E / 48.10222°N 31.46750°E
安東尼夫卡（羅馬化：Antonivka）是烏克蘭南部的村莊，隸屬尼古拉耶夫州的沃茲涅先斯克區。該村面積0.77平方公里，海拔高度207米，2001年人口229，人口密度每平方公里297.4人。